# Beringija
Beringija ili Beringov kopneni most danas je definirano kao kopneno i morsko područje na čijem se zapadu nalazi rijeka Lena u Sibiru; na istoku rijeka Mackenzie u Kanadi; na sjeveru Čukotsko more na 72° SGŠ; a na jugu Kamčatka. Beringija uključuje Čukotsko more, Beringovo more, Beringov prolaz, Čukotski poluotok, Kamčatku i Aljasku.
Beringija je prije bila kopneni most koji je povezivao Sjevernu Ameriku s Azijom. Širina Beringije iznosila je do 1000 km te je pokrivala područje veličine Alberte i Britanske Kolumbije. Od središnjeg dijela Beringije jedino su preostali Diomedovi otoci, Pribilofski otoci, Otok sv. Lovrijenca i Otok King.
Izraz Beringija skovao je švedski botanist Eric Hultén 1937. godine. Tijekom ledenih doba, Beringija, poput većine Sibira i cijele sjeverne i sjeveroistočne Kine, nije bila zaleđena zbog male količine snijega. Beringija je bila prekrivena stepom koja se prostirala stotinama kilometra na oba kontinenta. 
Smatra se da je mala ljudska populacija koja je brojala najviše nekoliko tisuća članova tijekom posljednjeg glacijalnog maksimuma došla u Beringiju iz Sibira. Ta se populacija nastanila u Amerikama negdje nakon 16.500 BP. To se dogodilo za vrijeme otapanje američkih ledenjaka koji su blokirali put prema jugu, no prije nego što je došlo do potapanje Beringije oko 11.000 BP.

## Vanjske poveznice
- CBC News: New map of Beringia 'opens your imagination' to what landscape looked like 18,000 years ago
- Shared Beringian Heritage Program
- International National Park in the Bering Strait
- Bering Land Bridge National Preserve
- D.K. Jordan, "Prehistoric Beringia"  Arhivirana inačica izvorne stranice od 25. prosinca 2008. (Wayback Machine)
- Paleoenvironmental atlas of Beringia: includes animation showing the gradual disappearance of the Bering land bridge
- Yukon Beringia Interpretive Centre
- Paleoenvironments and Glaciation in Beringia
- Study suggests 20000 year hiatus in Beringia
- The Fertile Shore